# El Secreto/Rosalía EP
El Secreto/Rosalía es el nombre de las 2 primeras grabaciones del cantante y actor Alberto Vázquez en el año de 1959.
En este Single, ya sale a la luz un autor que le daría uno de sus más grandes Éxitos (El Pecador) por Rubén Fuentes Roth.

| 
  Sencillos de El Secreto
Rosalía: Jo Carr
El Secreto: J. Lubin/Irving J. Roth

## Antecedentes.
| CANCION    | AUTOR                   |
| ---------- | ----------------------- |
| El secreto | J. Lubin/Irving J. Roth |
| Rosalía    | Jo Carr                 |

Después de un tiempo de cantar en distintos centos nocturnos, Alberto Vázquez fue invitado a grabar por ORFEON un EP (Single) para probar suerte. 
Discos Orfeón
- Datos: Q25411262